# Các món ăn từ thịt
Thịt là loại thực phẩm rất phổ biến và thiết yếu cho con người cũng như nhiều loài động vật khác. Trong những nền ẩm thực trên thế giới, thịt đã được chế biến thành những món ăn, những biến thể khác nhau, rất phong phú và đa dạng. Đây là danh sách các món ăn thịt đáng chú ý, bao gồm cả thịt của các loài thủy hải sản. Một số món thịt được chế biến bằng cách sử dụng hai hoặc nhiều loại thịt, trong khi một số khác chỉ được chế biến bằng cách sử dụng một loại. Hơn nữa, một số món ăn có thể được chế biến bằng cách sử dụng các loại thịt, chẳng hạn như món Enchilada, có thể được chuẩn bị bằng thịt bò, thịt lợn hoặc thịt gà.

## Danh sách

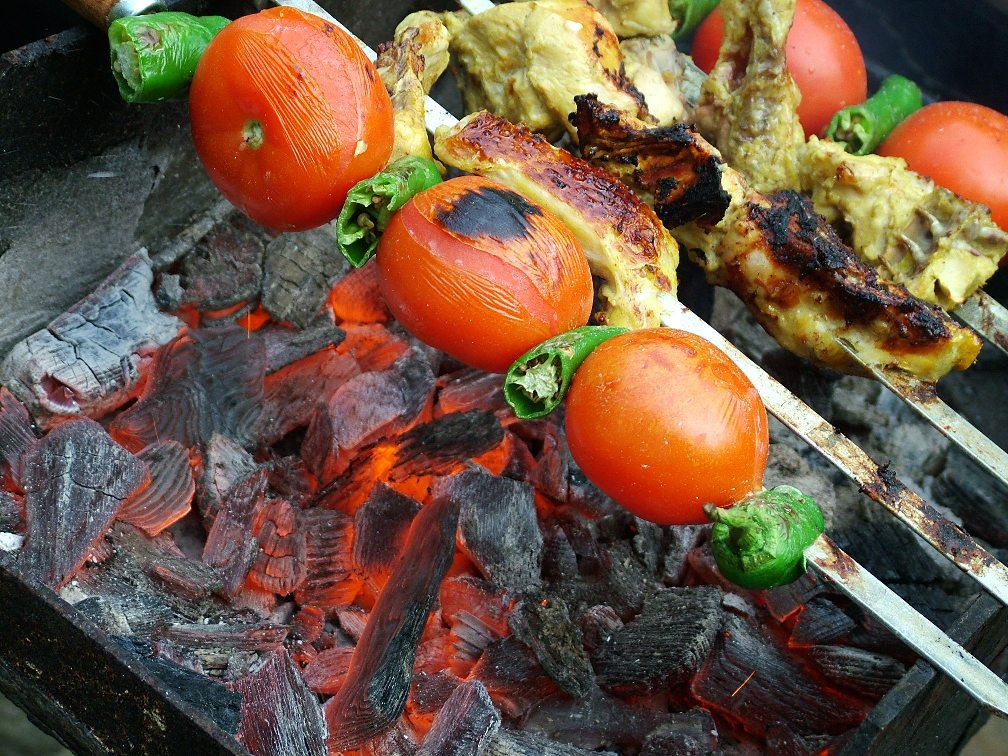
Thịt gà nướng xâu

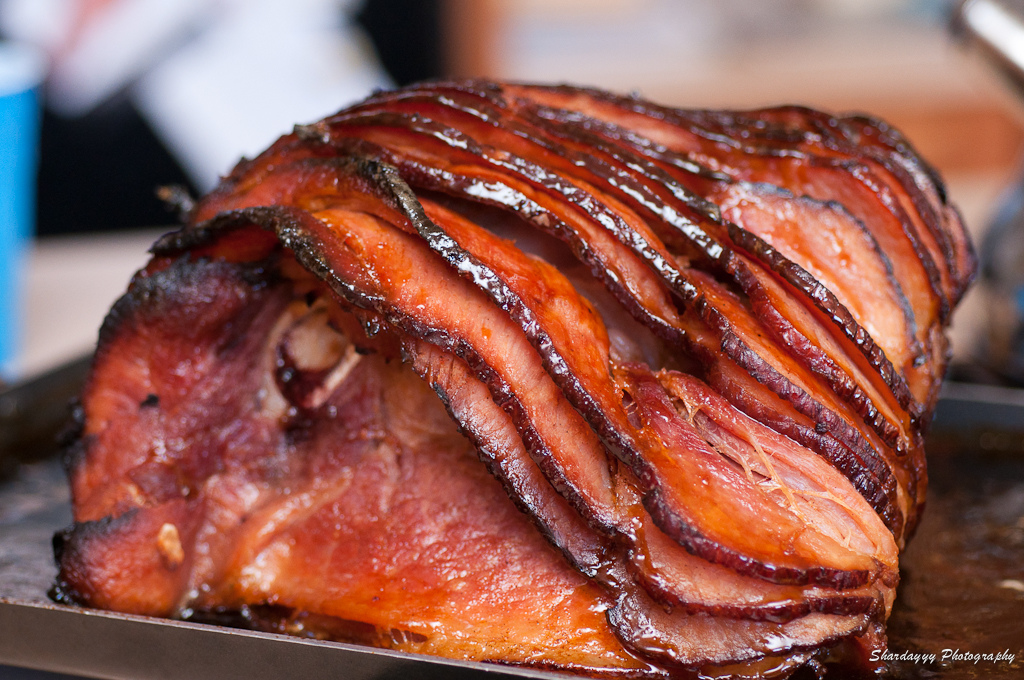
Thịt nguội nướng mật ong

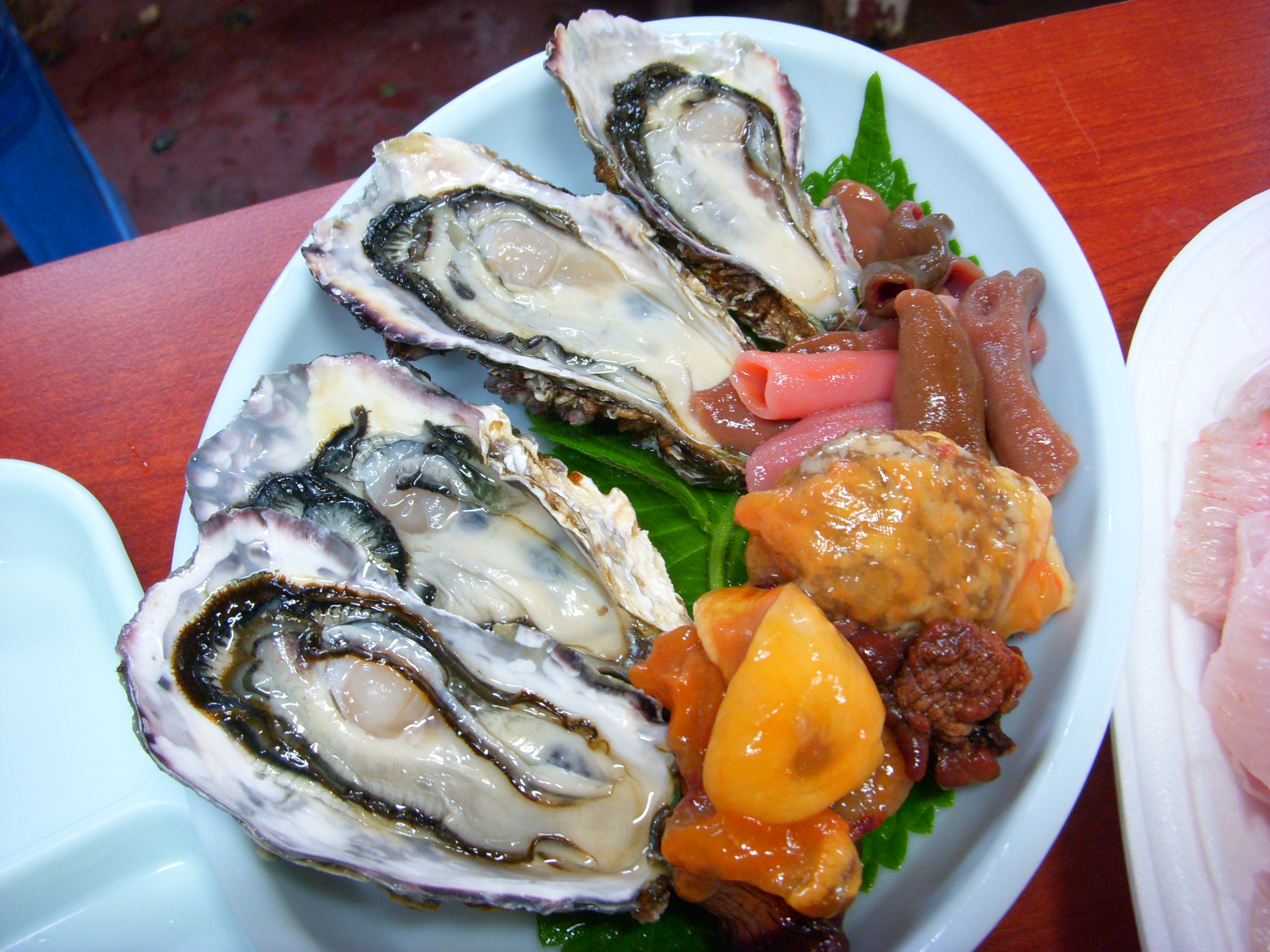
Hải sản sống

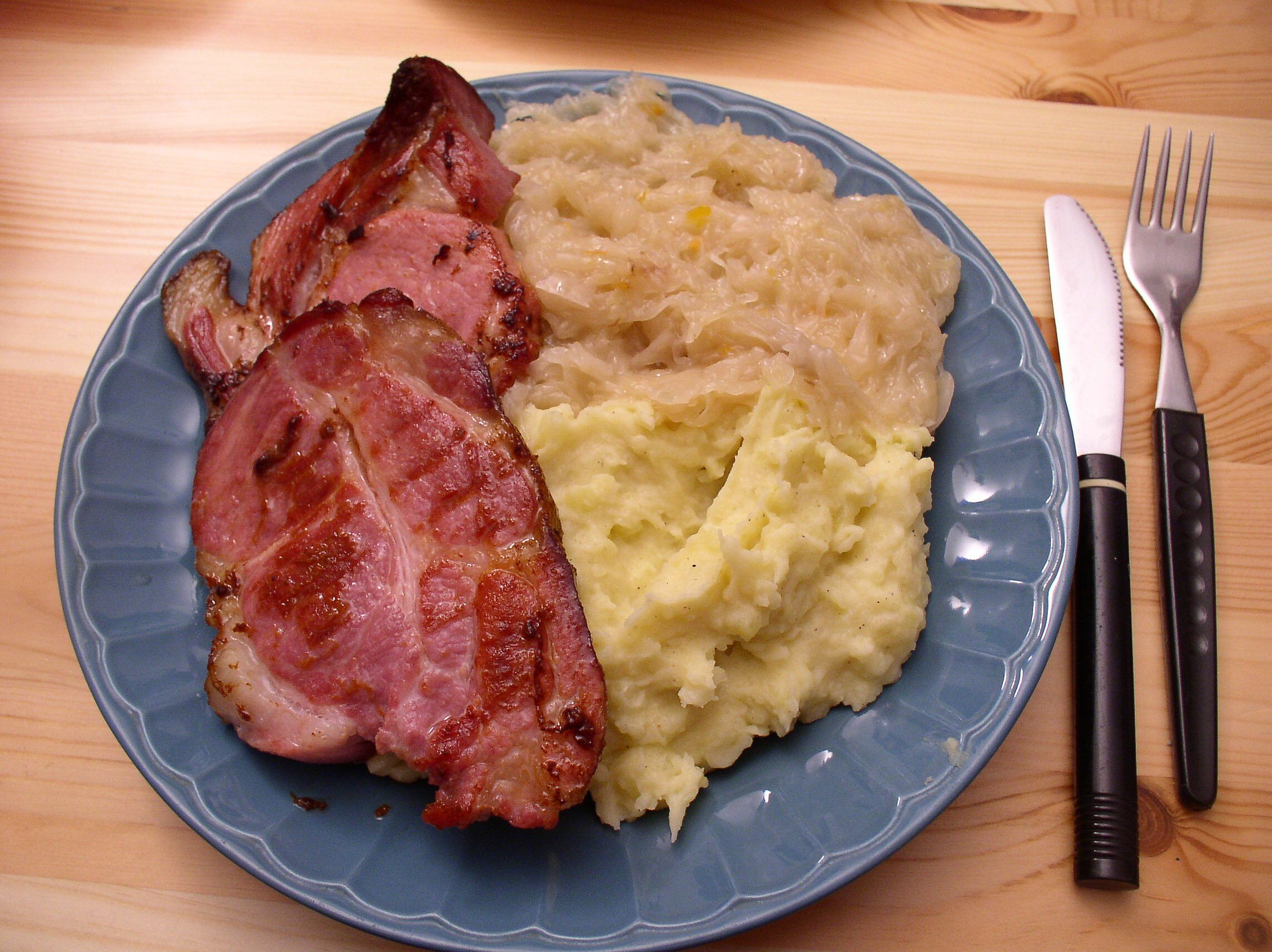
Một món thịt muối

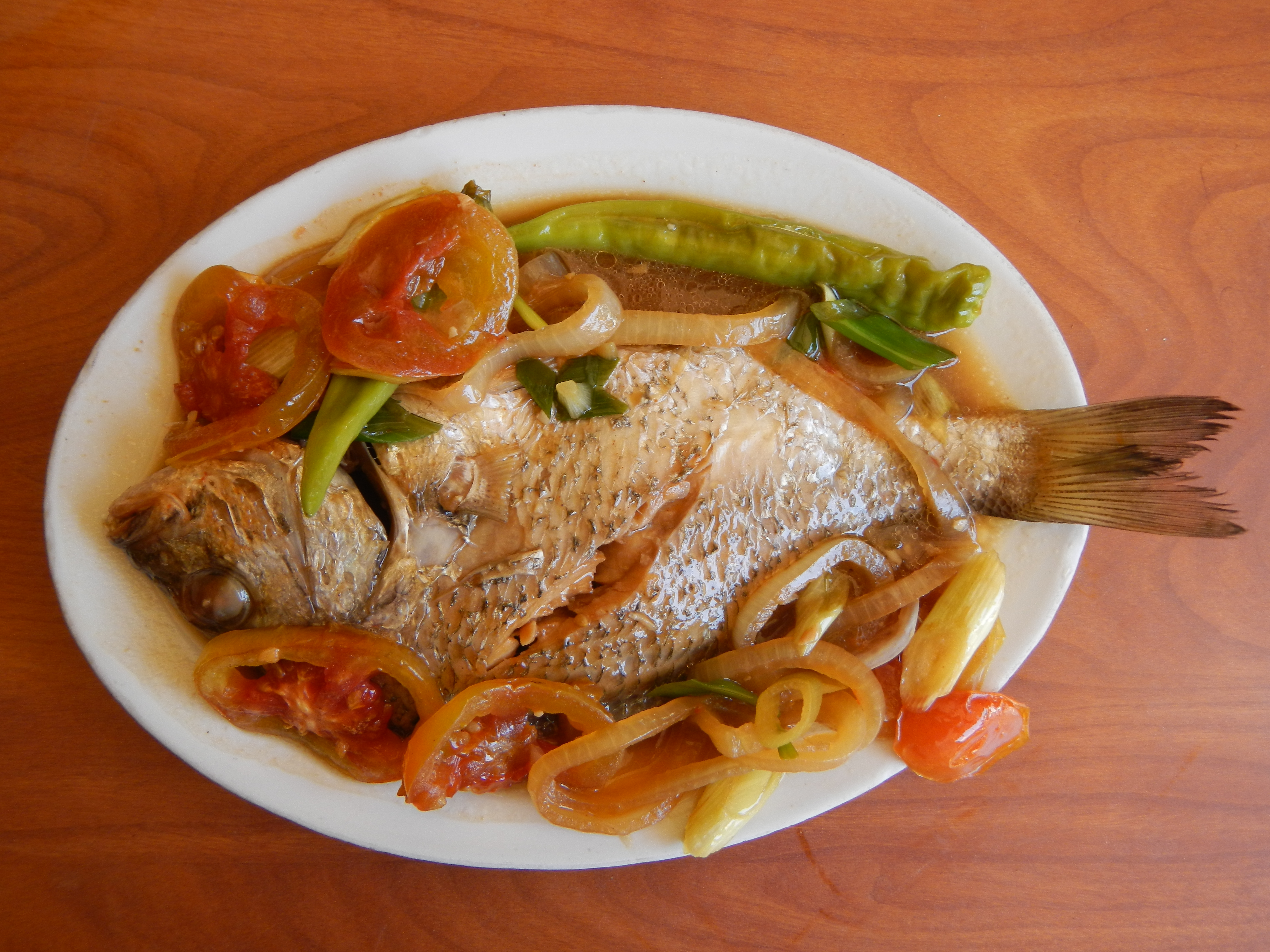
Một món cá

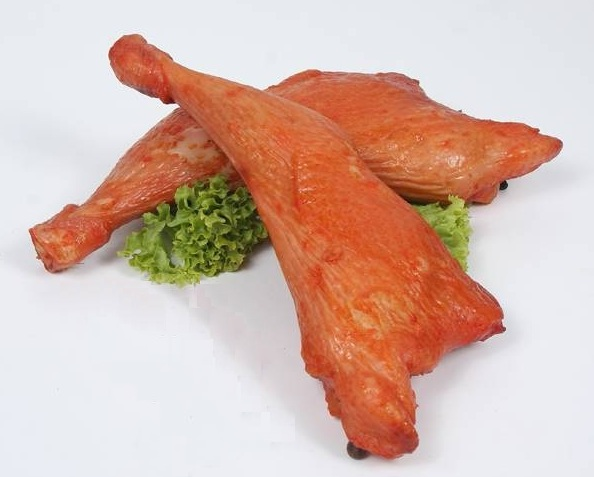
Thịt gà

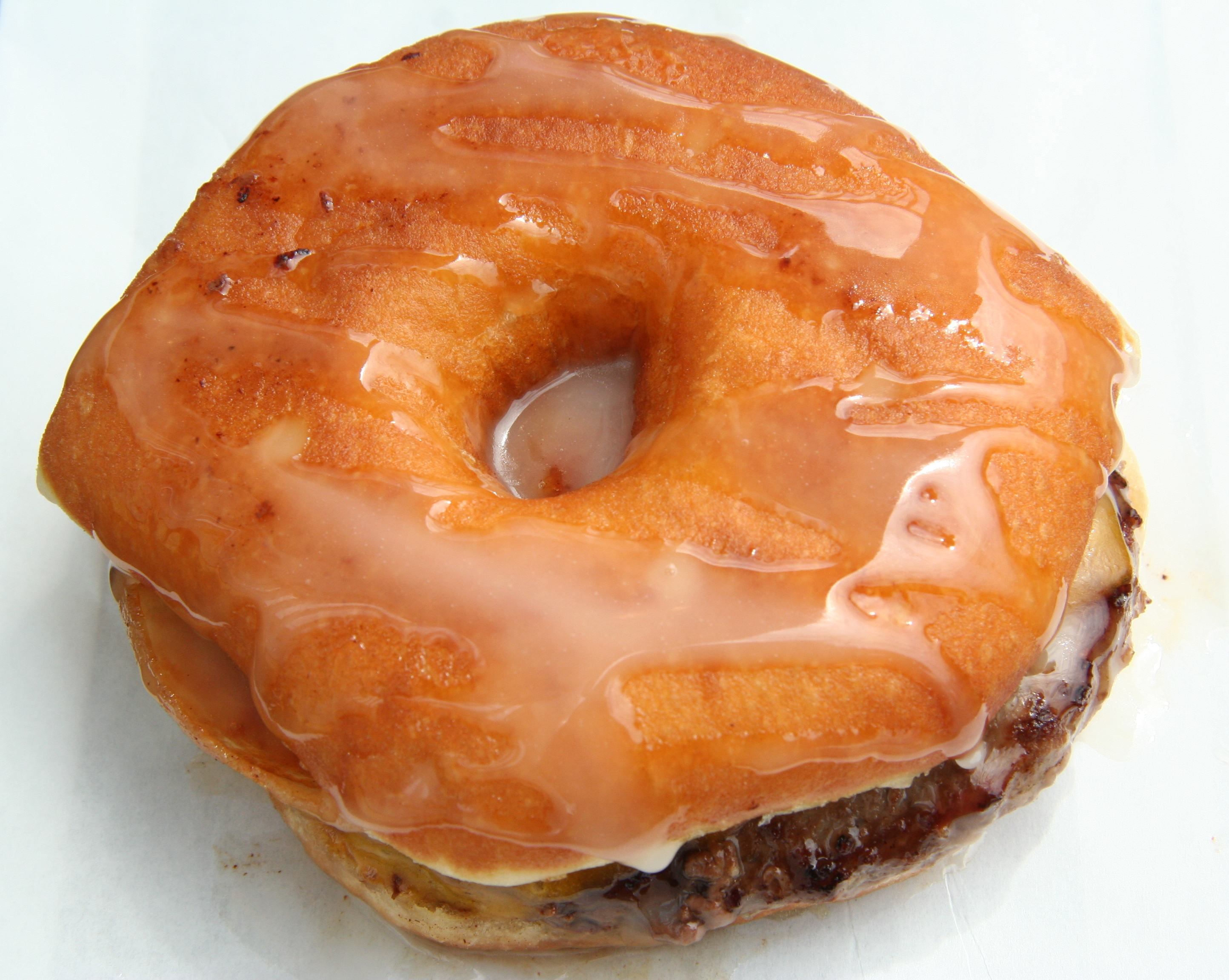
Một món Hamburger doughnut

- Anticucho (anticuchos de corazón).
- Asocena
- Baeckeoffe
- Barbacoa
- Berner Platte
- Beşbarmaq
- Birria
- Bobotie
- Boliche
- Bosintang
- Braciola
- Breaded cutlet
- Brunswick stew
- Burgoo
- Capuns
- Carimañola
- Carne a la tampiqueña
- Carne pinchada
- Carne pizzaiola
- Carpaccio
- Chiles en nogada
- Chislic
- Chunla
- Churrasco
- Çiğ köfte
- City chicken
- Cockentrice
- Compote
- Discada –
- Enchilada
- Escalope
- Farsu magru
- Fatányéros
- Finnbiff
- Flurgönder
- Fricassee
- Giouvetsi
- Güveç
- Guyanese pepperpot
- Gyro
- Hachee
- Haggis
- Hodge-Podge
- Jerusalem mixed grill
- Jugging
- Kaalilaatikko
- Kachilaa
- Kelaguen
- Khorovats
- Kibbeh nayyeh
- Kiviak
- Kohlwurst
- Koi
- Korean barbecue
- Kutti pi
- Larb
- Laurices
- Lawar
- Lihapiirakka
- Lomo a lo pobre
- Lörtsy
- Maksalaatikko
- À la Maréchale
- Mashawi
- Meatcake
- Menchi-katsu
- Mett
- Mikoyan cutlet
- Mixed grill
- Mixiote
- Mykyrokka
- Naryn
- Nem nguội
- Pachamanca
- Pachola
- Pamplona
- Pastramă
- Poc Chuc
- Poronkäristys
- Potjevleesch
- Poume d'oranges
- Pringá
- Pukala
- Pyttipanna
- Qingtang wanzi
- Rat-on-a-stick
- Ražnjići
- Renskav
- Riz gras
- Sanjeok
- Sapu Mhicha
- Saramură
- Sate kambing
- Satti
- Sauerbraten
- Sautéed reindeer
- Schäufele
- Schlachteplatte
- Seco
- Seswaa
- Shaokao
- Shish kebab
- Shuizhu
- Smokie
- Souvlaki
- Speckkuchen
- Ssam
- Stew peas
- Suanla chaoshou
- Surf and turf
- Swan Puka
- Tataki
- Teste de Turke,
- Thịt hun khói
- Thịt nướng
- Thịt nướng hun khói
- Thịt viên
- Toad in the hole
- Turducken
- Tushonka
- Wurstsalat
- Xab Momo
- Yakiniku
- Zoervleis
- Canard à la presse (vịt bóp)
- Rendang

## Theo loại
- Các món ăn từ thịt bò
- Các món ăn từ thịt lợn
- Các món ăn từ thịt gà
- Các món ăn từ thịt dê
- Các món ăn từ thịt cừu
- Các món ăn từ thịt viên
- Các món ăn từ trứng
- Các món ăn từ xúc xích
- Các món ăn từ thịt hun khói
- Các món ăn từ cá
- Các món ăn từ hải sản
- Các món ăn từ thịt thú nuôi